# Río Tao
El río Tao (en chino, 洮河) es un río que discurre por el centro de China, uno de los principales afluentes del río Amarillo, que le aborda por derecha en su curso superior. Tiene una longitud de 673 km.

## Geografía
Su fuente se encuentra en las montañas Xiqing Shan (西倾山) cerca de la frontera entre las provincias de Gansu y Qinghai. Discurre hacia el este a través de la prefectura autónoma tibetana de Gannan (de Gansu), y luego hacia el norte, más o menos a lo largo de la frontera entre la prefectura-ciudad de Dingxi, en el este, y las prefecturas de Gannan y Linxia, en el oeste. Desemboca en el río Amarillo (en realidad, en el embalse de Liujiaxia), cerca de la ciudad de Liujiaxia (la sede del condado de Yongjing), justo aguas arriba de la presa Liujiaxia.
Los ríos Lu Qu, Guangtong He (广通河), Dayu He (大峪河) y Zhuke He (朱可河) pertenecen a su cuenca.

## Historia
En su área de influencia se localizaron varias culturas del Neolítico y de la Edad del Bronce (véase cultura Majiayao, Cultura Banshan-Machang, Cultura Siwa, Cultura Xindian, Cultura Qijia y Cultura Tangwang).